# Polka paraguayenne
Sous-genres
Polca canción, polca galopa, polca valseada, polca popó, polca yekutú, polca kyre'y, polca syryry, polca yaje'o, polca electrónica, polca fusión
Genres dérivés
Avanzada, guarania
La polka paraguayenne est un genre de musique populaire à caractère vocal ou instrumental. 

## Caractéristiques
Avant l'indépendance du Paraguay, les styles les plus populaires au début du XIXe siècle étaient les rythmes jésuites et espagnols. La date d'origine de la polka paraguayenne est imprécise, mais le journal El Paraguayo Independiente mentionne le 27 novembre 1858, dans ses pages que les Paraguayens ont dansé la polka pour la première fois. C'est pourquoi elle s'est répandue à partir du milieu du XIXe siècle, d'abord au Paraguay, puis dans la région du Río de la Plata. Le nom de ce style musical vient d'Europe, plus précisément de la polka bohémienne. Au fil du temps, la polka paraguayenne acquiert sa propre identité, combinant des rythmes ternaires et binaires et des syncopes.
Le terme dérive de cette danse européenne originaire de Bohême, qui voit le jour en 1830. Ce style consiste en des danses de couples liés et indépendants. Il commence ensuite à envahir les salles de bal européennes vers 1840 et se répand sur d'autres continents. C'est ainsi qu'il se répand au Paraguay au milieu du XIXe siècle parmi les autres danses de salon, qui jouissaient d'une acceptation notable dans les cercles sociaux de la ville d'Asunción. Avec le temps, le nom de « polka paraguayenne » est adopté par le peuple paraguayen pour définir la musique populaire paraguayenne de date ancienne et de rythmes très différents. En guarani, ce genre est appelé purahéi, un terme qui signifie également chanson, chant ou thème musical. Tout au long du XXe siècle, plusieurs musiciens ont tenté de remplacer le nom polka par Kyre'ÿ, Techagau ou Danza paraguaya.
Le 1er juillet 2011, le Congrès national promulgue la célébration de la Journée de la polka paraguayenne le 15 septembre de chaque année, par la loi no 4366. Cette date marque également l'anniversaire de la mort de Luis Alberto del Paraná (en) et d'Emiliano R. Fernández (en), deux des plus grands représentants de ce style. Les premiers morceaux de polka, datant du XIXe siècle, sont Campamento Cerro León, Alfonso Loma, Mamá Kumandá, Che Lucero Aguaity, Ndarekói La Culpa et Carretaguy.